# Can Pere Moliner

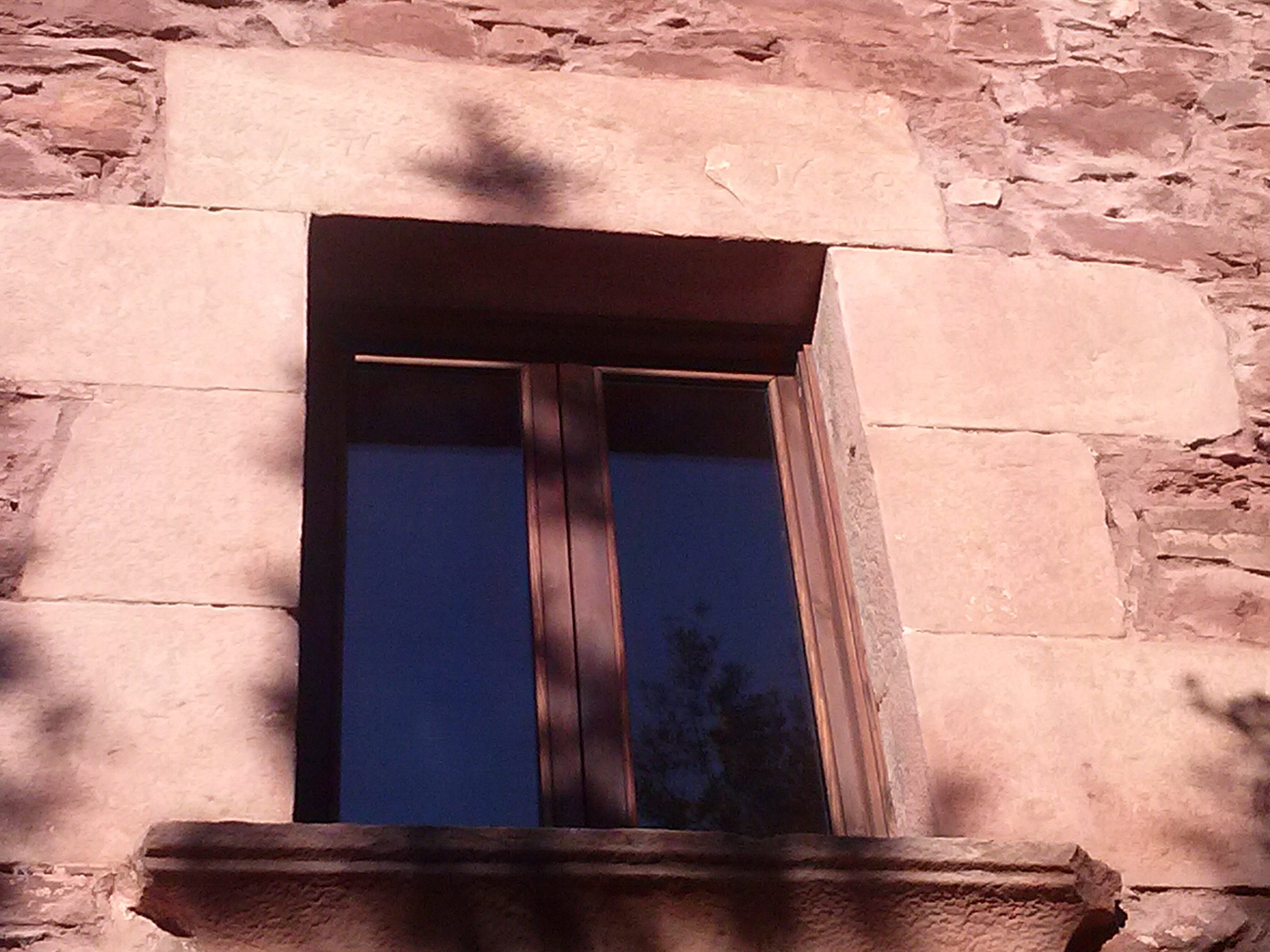
can Pere Moliner 1688

Can Pere Moliner, era un mas del vilatge de Les Casetes del Congost, avui però, en forma part del mas de La Casa Nova, a Santa Eugènia del Congost, municipi de Tagamanent, Vallès Oriental. (Catalunya).

## Descripció
És una masia datada l'any 1688 forma part del Patrimoni Arquitectònic de Tagamanent i de Catalunya. A la llinda de la finestra del pis de dalt i de la llinda d'entrada hi ha gravat "Can Pere Moliner 1688". Situada entre l'antiga casa rectoral i escola de Cal Capellà, les ruïnes de Can Pere Jan i la desapareguda can Jeroni per Ponent i per la també desapareguda Can Pou (Tagamanent) i Cal Músic per Llevant.
És esmentada en una obra cabdal per conèixer la toponímia de Tagamanent. Ha arribat als nostres dies en un estat de conservació excel·lent. Actualment és una masia dedicada al Turisme.

## Arquitectura
Estructura tradicional de planta rectangular de 60m2, dues plantes d'alçada. Façana de carreus de pedra vermella i finestres de pedra picada.
La banda de Ponent és una construcció d'època anterior (s.XVI) i tenia la teulada només a una aigua, era un Molí, posteriorment al segle xvii (1688) es feu l'ampliació a dues aigües, s'aprecia perfectament les dues àrees amb carreus i finestres més primaris a Ponent i més treballats a Orient, i les restes de la paret mestra que en separava les dues àrees. L'estructura des de llavors no ha estat modificada mai, per tant és intacte des del segle xvii, els anys 40/50 del segle XX el propietari del mas el Folló li va treure la teulada per no pagar la contribució. L'any 1977 es va cobrir de bell nou i el 2005 es va restaurar, ambdues actuacions dutes a terme per la Família Vila. Era enllosada

## Història
Fou un Molí amb teulada a una aigua des del segle xvi, el 1688 s'amplià a dues. Fou utilitzada com a corral des de finals del segle xix fins començaments del segle xx, on els veïns de les cases del voltant guardaven el bestiar. Des de l'any 1977 aquesta masia forma part del mas de La Casa Nova de can Pere Torn, a l'antiga cuina de l'edificació trobarem un gran plafó de ceràmica commemoratiu d'aquest mas.

## Llibre d'Enric Garcia-Pey, Tagamanent, noms de cases i de lloc, Ajuntament de Tagamanent, any 1998
Petita i bella casa del s.XVII (1688) a les Casetes del Congost, a ponent de Cal Músic, deshabitada.
"Casa situada en el punt denominat les Casetes del Congost, denominada Can Pere Moliner, llevant can Pou, migdia Jaume Santaeugènia, ponent casa Montblanc i Artigues, nord can Jeroni." (RP.LL1.fca 52.F129). Recuperem l'antic camí de Santa Eugènia a Santa Maria de Tagamanent: "passava per Can Pere Moliner (1688)." (AAT, núm.40. pàg.11) Vella Vista. "Una casa possehida per son duenyo anomenada Can Pere Moliné ab son hort de tres cortans terra tersera qualitat ab oliveras. Afronta a lleban ab cal Pou, a migdia ab lo Torren i a ponen i Tremontana ab cal Joseph" (APE, II. RT, núm. 62).